# Салфер-Спрінгс (округ Джефферсон, Арканзас)
Салфер-Спрінгс (англ. Sulphur Springs) — переписна місцевість (CDP) в США, в окрузі Джефферсон штату Арканзас. Населення — 1032 особи (2020).

## Географія
Салфер-Спрінгс розташований за координатами 34°10′15″ пн. ш. 92°7′47″ зх. д. / 34.17083° пн. ш. 92.12972° зх. д. (34.170789, -92.129852).  За даними Бюро перепису населення США в 2010 році переписна місцевість мала площу 14,45 км², уся площа — суходіл.

## Демографія
Згідно з переписом 2010 року, у переписній місцевості мешкала 1101 особа в 455 домогосподарствах у складі 344 родин. Густота населення становила 76 осіб/км².  Було 495 помешкань (34/км²). 
Расовий склад населення:
| - 89,7 % — білих - 6,3 % — чорних або афроамериканців - 0,8 % — корінних американців - 0,8 % — азіатів - 0,1 % — вихідців з тихоокеанських островів |

До двох чи більше рас належало 1,5 %. Іспаномовні складали 1,4 % від усіх жителів.
За віковим діапазоном населення розподілялося таким чином: 19,0 % — особи молодші 18 років, 62,6 % — особи у віці 18—64 років, 18,4 % — особи у віці 65 років та старші. Медіана віку мешканця становила 46,9 року. На 100 осіб жіночої статі у переписній місцевості припадало 94,2 чоловіків;  на 100 жінок у віці від 18 років та старших — 96,9 чоловіків також старших 18 років.
Середній дохід на одне домашнє господарство  становив 78 957 доларів США (медіана — 50 250), а середній дохід на одну сім'ю — 68 591 долар (медіана — 82 054). Медіана доходів становила 46 524 долари для чоловіків та 35 129 доларів для жінок. За межею бідності перебувало 12,5 % осіб, у тому числі 21,6 % дітей у віці до 18 років та 6,5 % осіб у віці 65 років та старших.
Цивільне працевлаштоване населення становило 513 особи. Основні галузі зайнятості: освіта, охорона здоров'я та соціальна допомога — 21,2 %, роздрібна торгівля — 13,1 %, транспорт — 12,3 %.